# Бланес
Бланес — місто та муніципалітет, розташовано в автономній області Каталонія Іспанії, в провінції Жирона, у кумарці Сельва. Це — популярне туристичне місто Коста-Брава та вважається його початком. Також Бланес відомий щорічним конкурсом феєрверків.

## Географія

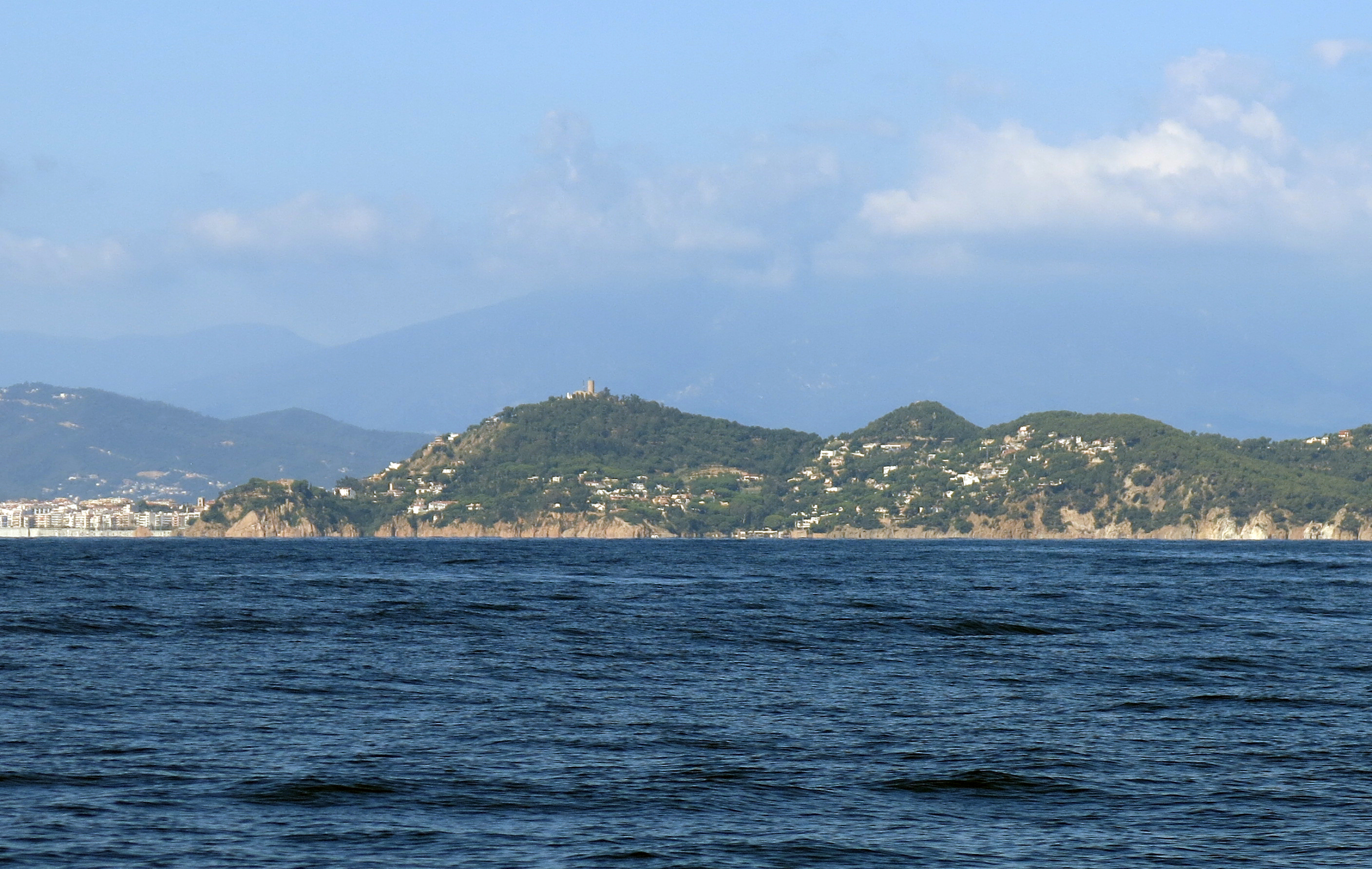
Ландшафт міста

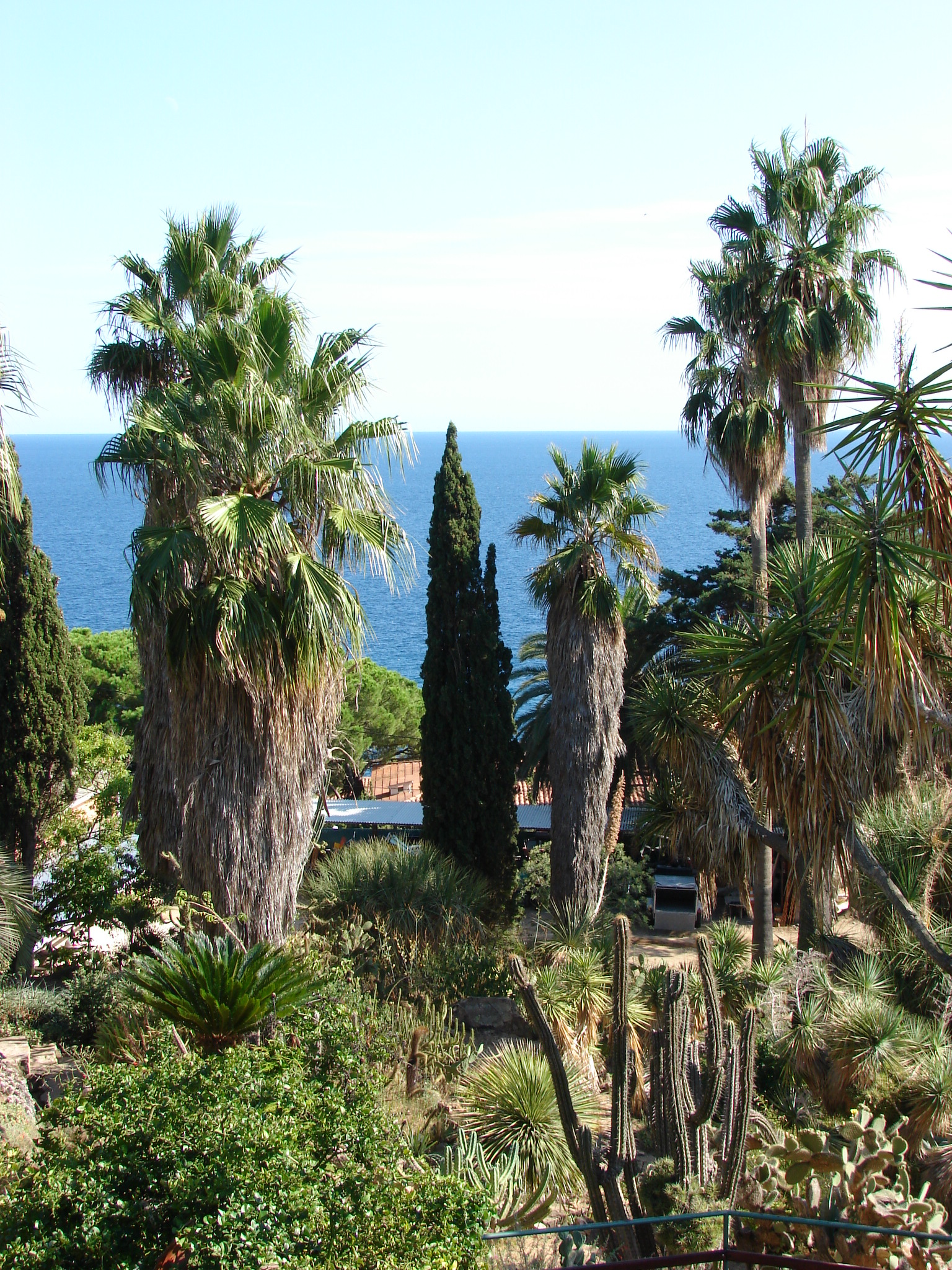
Природа узбережжя

Бланес розташований на узбережжі Середземного моря, за 70 км на північний схід від Барселони. Бланес має загальну площу 1784 га, середню висоту 13 м. Найбільшими висотами Бланеса є пагорб Вілар висотою 269 метрів і гора Сант-Жуан висотою 166 метрів. По території міста протікає не велика річка Бланес. На південній частині муніципалітету протікає річка Тордера. Узбережжя міста виходить на зручну затоку, в якій облаштовано порт.
Морське положення Бланеса зумовлює його клімат. Місто розташовано в середземноморському кліматі субтропічного кліматичного поясу. Середня річна температура зареєстрована близько 16º C, літній сезон — сухий, зима — прохолодна та волога.
З загальної площі муніципалітету територія міста становить 514,35 га, сільськогосподарські угіддя — 221,28 га, ліси — 887,13 га. В Бланес розповсюджені середземноморські ліси (дуб, граб, сосна біла, сосна італійська), з маквісом, де домінують європейські маслини (Olea europaea) і ріжкові дерева (Ceratonia siliqua). На узбережжі існують ділянки з невисокими чагарниковими заростями, відомими як гарига.

## Історія
Історія Бланеса починається з заселення іберійців. Корінним населенням цієї території були ібери з племені індігет. Романізація Бланеса та його околиць почалася приблизно в третьому столітті до нашої ери.  Стратегічне розташування міста поряд з річкою та зручною затокою було привабливе для будівництва порту та розвитку торгівлі. Після припинення римського панування ця територія, як й більша частина Пірінейського півострова, була послідовно завойована готами, маврами та невдовзі християнами. Бланес у 8 столітті зазнав кількох набігів арабів.
Перша документальна згадка про місто датується 974 роком і відповідає приналежності церкви у Сант-Пере-де-Родес. З середини 13 століття в місті з'являються будівлі, побудовані християнами: Бланеський палац віконтів, будівля Парафіяльної церкви і міські стіни.
У 17 столітті під час Каталонського повстання Бланес був практично спалений дотла.

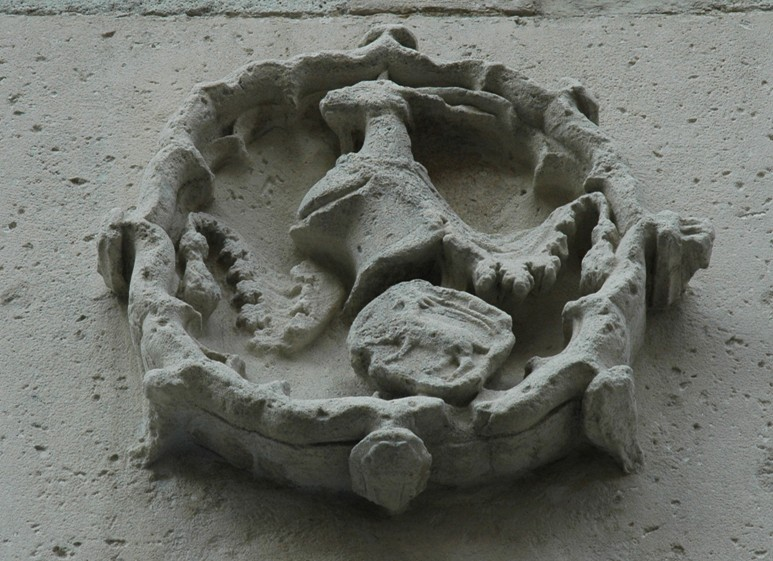
Герб родини Кабрера на готичному фонтані Бланеса

Замок Бланес згадується в 1002 році в документі про володіння віконтом Жирони, і приблизно в 1050 році документи підтверджують про володіння замком графом Кабрерас. З 12 по 14 століття панування над жителями міста здійснювалося родиною Бланес.
З 12 століття в різних джерелах згадується порт Бланес. Його відвідували християнські кораблі, папські галери Бенедикта XIII (13 століття), кораблі з Біскеї, Кастильї та Майорки (16 століття). В місті була створена гільдія рибалок і моряків. Порт розширювався, було побудовані верфі. Робота порту сприяла створенню морської школи.
Протягом усього 18 століття економіка міста пережила період зростання, заснований на роботі порту та верфей. Наприкінці століття в Бланесі було зареєстровано дев'ять човнів, які плавали в Америку. В місті промисловість орієнтувалась на морський транспорт, вироблялось мотузки, канати, пробки, бочки. З винограду, яки вирощували у муніципалітеті, робили вино, та відправляли до Америки.
Технічні інновації 19-го століття сприяли розвитку промисловості міста. У 1859 році через місто була прокладена залізниця з Барселони. У 1881 році на вулицях було проведено газове освітлення, а у 1889 році побудовано першу електричну установку. Але наприкінці століття місто охопила криза. Почались міграції до Америки.

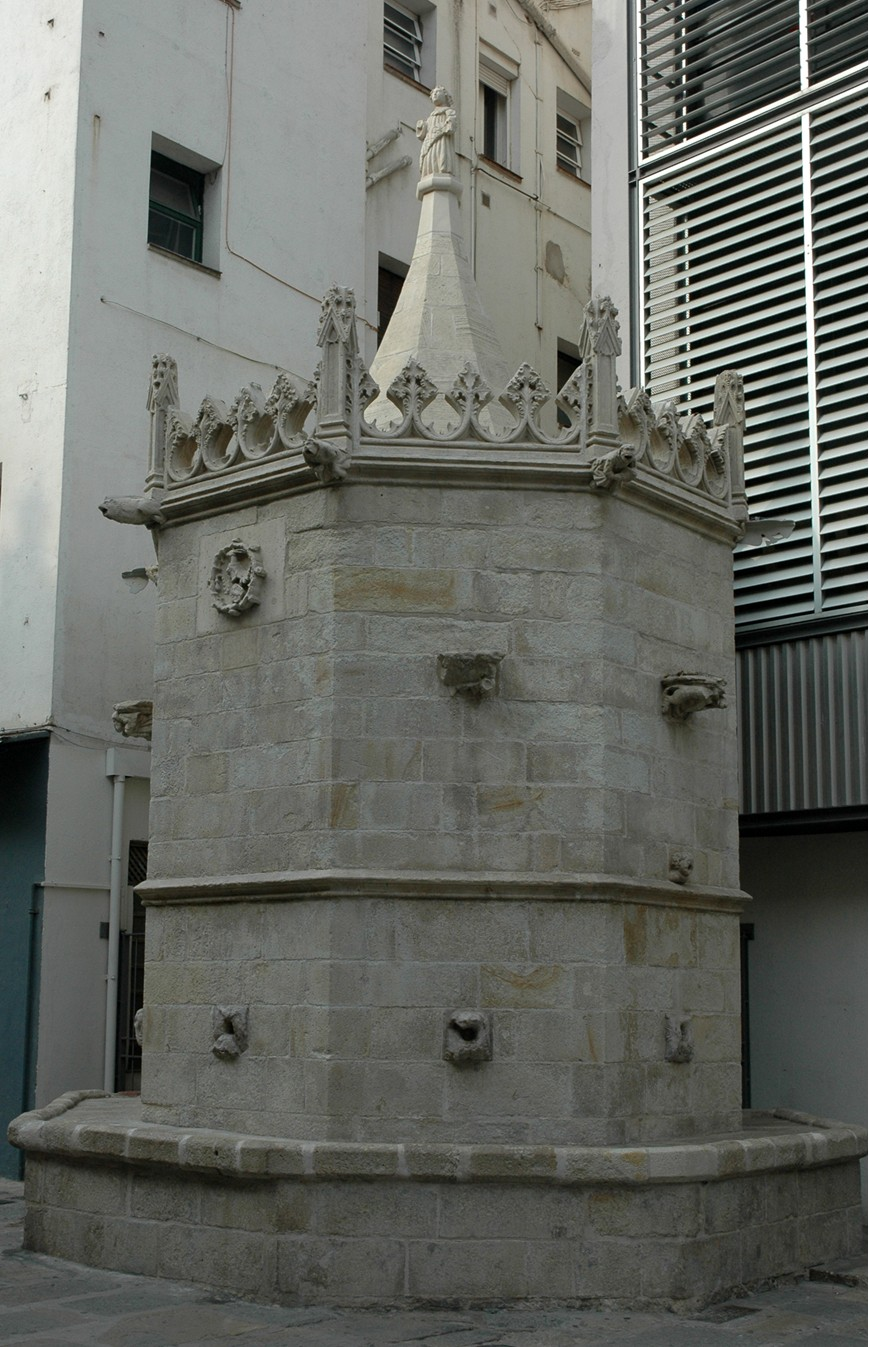
Готичний фонтан

Початок 20 століття знаменується побудовою пірсу та заснування фабрики Nylstar з виробництва пряжі. Під час громадянської війни (1936-39) населення міста зазнало бомбардувань і голоду, а також жорстких репресій, які будуть продовжуватися й у післявоєнному періоді. З 1959 року через політику економічної лібералізації, місто почало розвиватися в усіх сферах економіки. Велика хвиля іммігрантів, які прибули переважно з Андалусії, призвела до подвоєння населення між 1955 і 1970 роками.
У 1950-х роках Коста-Брава була визначена урядом Іспанії та місцевими підприємцями як перспективна для пляжного відпочинку, головним чином для туристів із Північної Європи та особливо Великої Британії та Франції.Туризм в Бланесі швидко зайняв перевагу. Почалось будівництво туристичної інфраструктури. Місцеві мешканці від рибальства як основного бізнесу в цьому районі почали переходити до сфери послуг.

В цей час Бланес розвинуте економічно та соціально місто, він вважається одним з найважливіших муніципалітетів в Жирона та одним з найпривабливіших районів узбережжя Коста-Брава.

## Господарство

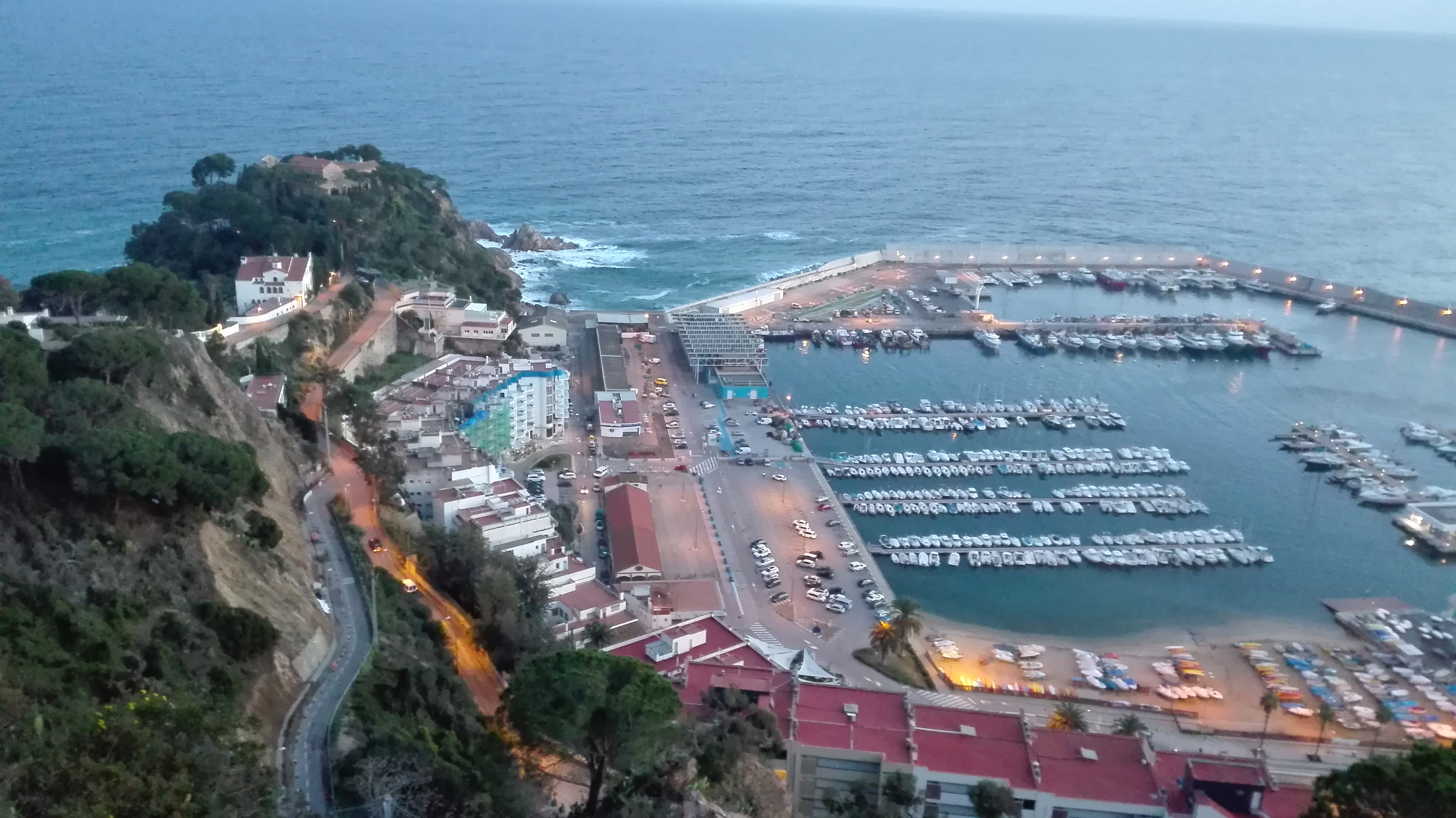
Загальний вид на порт

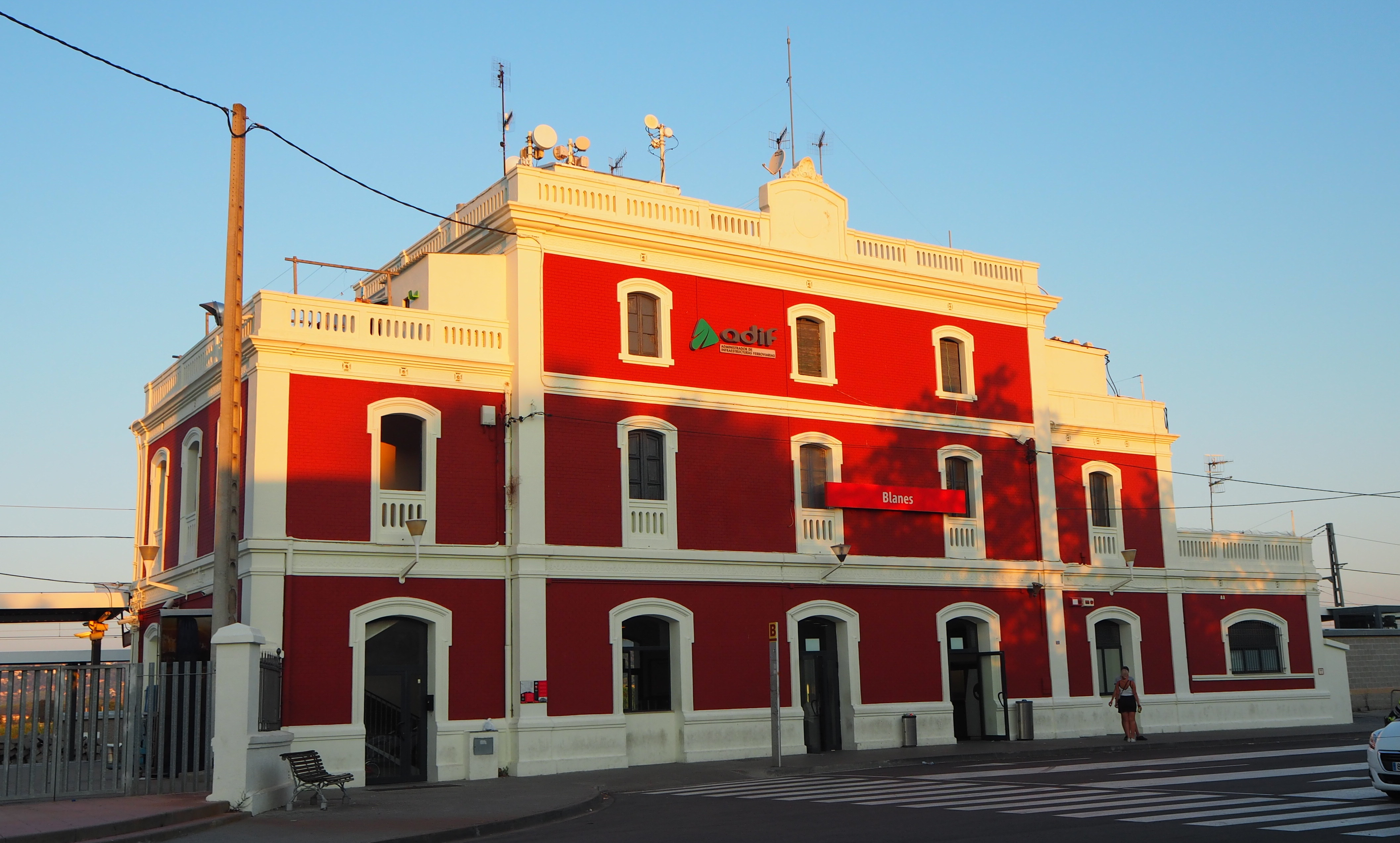
Залізнична станція Бланес

Економіка Бланес залежить насамперед від вторинного сектора (промисловість) та туристичного сектора. Вторинний сектор господарства муніципалітету має підприємства з виробництва металевих виробів, хімічна промисловість (виробництвом штучних і синтетичних волокон, виробництво пластику, виробництво парфумів і косметики), текстильна, меблева та харчова промисловість. Сільське господарство спеціалізується на вирощуванні овочів, текстильної сировини, коней, великої рогатої худоби, птахівництві. В каталозі компаній Informa D&B показано 31 підприємство морського рибальства та аквакультури, 49 компаній, які займаються наданням послуг розміщення.

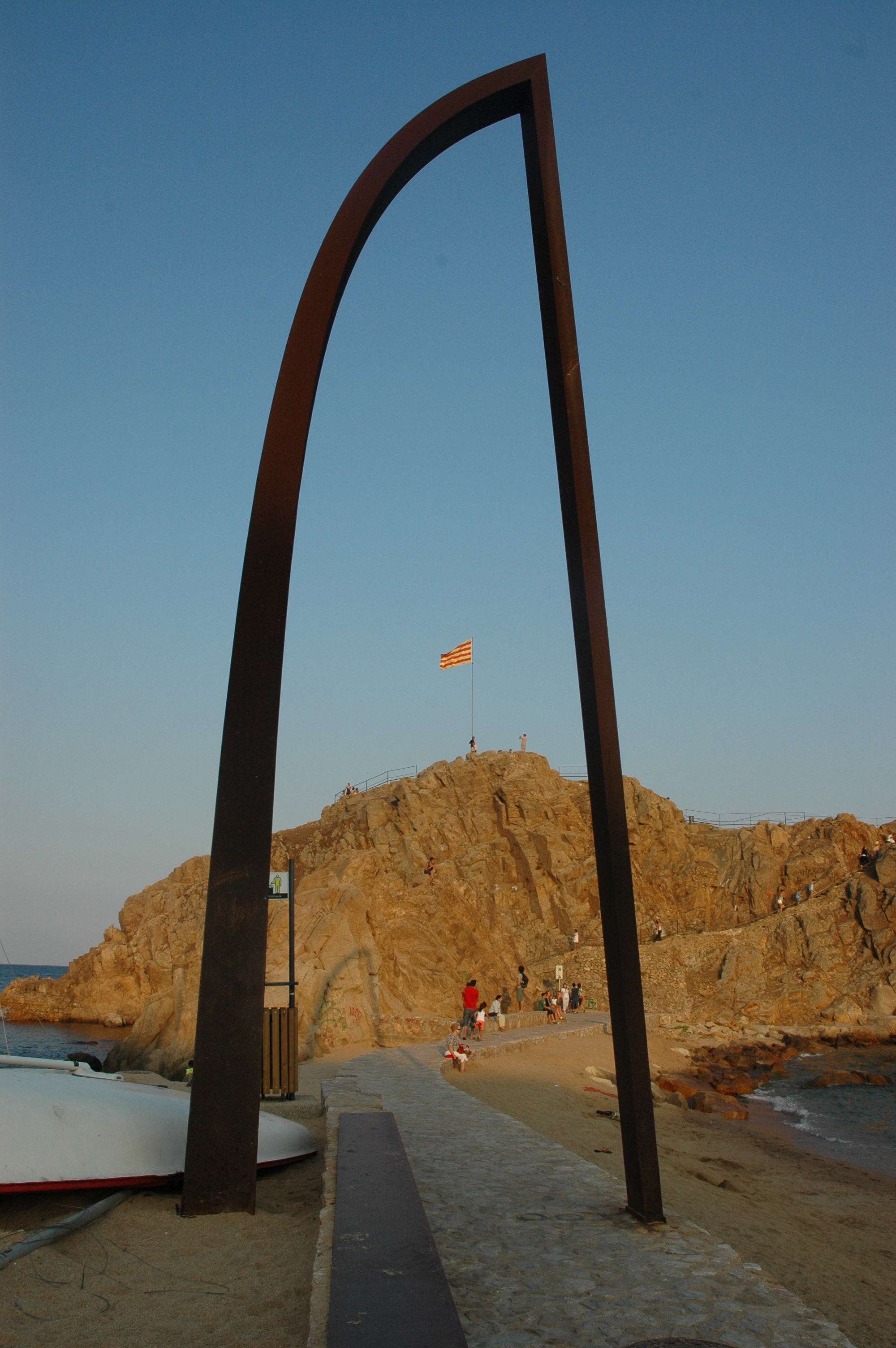
Пам'ятник «Ворота на Коста-Брава».

Місто має залізничну станцію, розташовану неподалік від автомагістралі C32 і N-II. Залізнична станція сполучається з Барселоною з періодичністю 30 хвилин. Бланес має дуже гарне сполучення з аеропортами Барселони та Жирони. Через місто проходять автомагістраль N-II (з Мадрида до Барселони та Франції). Від міста не далеко проходить головна магістраль у Каталонії C-32 та Середземноморська автострада AP-7.
Сучасний автовокзал з'єднує Бланес з Льорет-де-Мар, Мальграт-де-Мар, Тосса-де-Мар, Барселоною, Калельєю, Жироною та міжнародним аеропортом Жирона-Коста-Брава та Барселона. Влітку існує мережа круїзів, які відправляються до Ареніс-де-Мар.

## Демографія
| 1497 f | 1515 f | 1553 f | 1717  | 1787  | 1857  | 1877  | 1887  | 1900  | 1910  |
| ------ | ------ | ------ | ----- | ----- | ----- | ----- | ----- | ----- | ----- |
| 152    | 204    | 220    | 1.829 | 3.783 | 5.888 | 5.323 | 5.401 | 4.969 | 5.001 |

| 1920  | 1930  | 1940  | 1950  | 1960  | 1970   | 1981   | 1990   | 1992   | 1994   |
| ----- | ----- | ----- | ----- | ----- | ------ | ------ | ------ | ------ | ------ |
| 4.943 | 5.912 | 6.361 | 7.039 | 9.492 | 16.020 | 20.178 | 25.632 | 25.928 | 27.246 |

| 1996   | 1998   | 2000   | 2002   | 2004   | 2006   | 2008   | 2010   | 2012   | 2014   |
| ------ | ------ | ------ | ------ | ------ | ------ | ------ | ------ | ------ | ------ |
| 27.713 | 28.826 | 30.441 | 32.926 | 35.577 | 37.819 | 39.107 | 40.010 | 39.785 | 39.293 |

## Влада Бланеса
Муніципальна рада міста складається з 21 обраної посадової особи. Муніципальні вибори 28 травня 2023 року мали такі результати: 21,72 % Партія соціалістів Каталонії — кандидат прогресу, 15,61 % — Республіканські ліві Каталонії — Муніципальна угода, 13,28 % — Спільно ми можемо, 12,13 % — Разом за Бланес, 6,55 % — Народна партія.
Вибрано було мером абсолютною більшістю голосів радників Хорді Ернандес Мартінес (Партія соціалістів Каталонії)

## Фестивалі та традиції
Головний фестиваль Бланеса припадає на останній тиждень липня та триває 8 днів. Протягом цього тижня щороку проводиться Міжнародний конкурс феєрверків Коста-Брава, один із найпопулярніших у Європі.

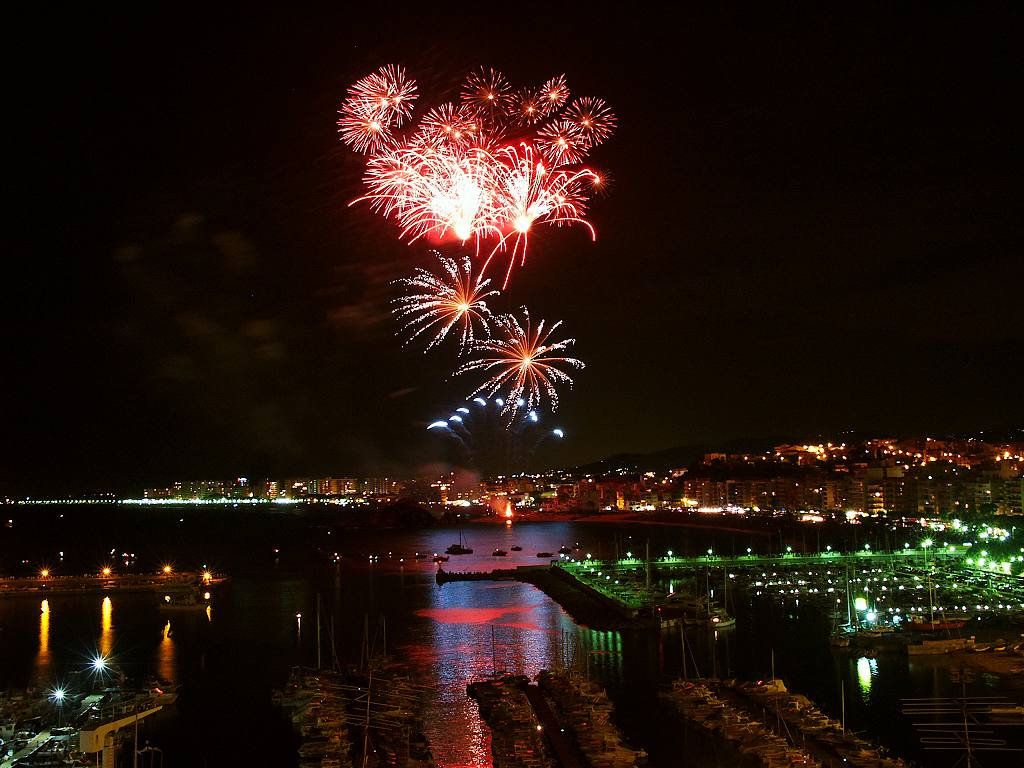
Феєрверк у Бланесі

Перша задокументована дата запуску феєрверків у Бланесі припадає на 1906 рік. З 1962 року запуски почали проводити раз на рік, а у 1970 році організували перший конкурс феєрверків. З 1958 року запуски завжди здійснюються з Са Паломера, великої скелі, яка розділяє узбережжя Бланки на дві частини і яка символічно вважається початком Коста Брава.
Кожного вечора піротехнічна компанія представляє свою роботу публіці, яка триває до 24 хвилин. Це оцінює народне журі, яке призначається щороку.
У середині серпня Бланес святкує Фестиваль, на честь Святий Боноса та  Максимія, римських воїнів, мучеників за християнську віру. У ці дні також запланована велика кількість культурних, музичних та спортивних заходів, наприклад, таких як регата. Найвидатнішим заходом фестивалю є Народна прогулянка «Ніч святого Боноса», під час якої з 1985 року до 5000 жителів міста та туристів здійснюють 8-кілометрову нічну ходу.

## Туристичні культурні об'єкти
В електронному каталозі Інвентаризації архітектурної спадщини на сайті Женералітату Каталонії знаходяться 62 зареєстрованих об'єктів Бланесу. Деякі з них представлено у списку:
- Цивільні будівлі:
  - Будинок Вілла[ca], 17 століття
  - Бібліотека округу Бланес[ca], є головною публічною бібліотекою
  - Ca l'Amado Carreras[ca], фермерський будинок 18 століття із каплицею
  - Ca l'Orench[ca], кутова будівля в муніципалітеті Бланес, 1926 року, включена до Переліку архітектурної спадщини Каталонії.[20]
  - Can Balliu[ca], 17 століття
  - Кан Феррер дель Пуч[ca], 18 століття
  - Замок Сан-Хоан[ca], 11 століття
  - Готичний фонтан у Бланес[ca], 1456 року
  - Віконтський палац[ca], 14 століття
- Культові споруди:
  - Каплиця Антиги[ca], 14 століття
  - Каплиця Надії[ca], 17 століття
  - Каплиця Сан-Хоан[ca], 11 століття
  - Каплиця Санта-Барбара в Бланес, 16 століття
  - Церква Санта-Марія в Бланес[ca], 14 століття
  - Святилище Богоматері Вілар[ca], 10 століття
- Природні об'єкти:
  - Ботанічний сад Марімуртра[ca][21]
  - Тропічний ботанічний сад Піна де Роса[ca]